# John F. Kennedy School of Government
Pour les articles homonymes, voir HKS (homonymie).
La John F. Kennedy School of Government (HKS, également connue sous le nom de Harvard Kennedy School of Government) est l'école d'administration publique de l'université Harvard. Proposant diverses formations en politique, administration publique, économie et développement international, elle conduit de nombreux projets de recherche en développement, gouvernance, politique publique, relations internationales, gestion et autres thèmes liés aux affaires publiques. Depuis 1970, 17 futurs chefs d'État sont diplômés de l'école.
La Harvard Kennedy School of Government, nommée Harvard's Graduate School of Public Administration à sa naissance, est fondée en 1936 grâce à un don de Lucius N. Littauer, exactement trois siècles après la création de Harvard. Un temps logée dans les locaux actuels des départements d'économie et de science gouvernementale, elle a déménagé quelques décennies plus tard. Ses bâtiments principaux sont aujourd'hui situés sur Harvard Square, au sud-ouest de Harvard Yard, sur les rives de la Charles River.
Dans les années 1960, avec le soutien de Richard Neustadt, l'école lance des recherches dans le domaine des politiques publiques. Elle offre aujourd'hui des formations de très haute qualité, tant pour les professionnels (formations courtes) que pour ses étudiants (formations diplômantes).

## Programmes

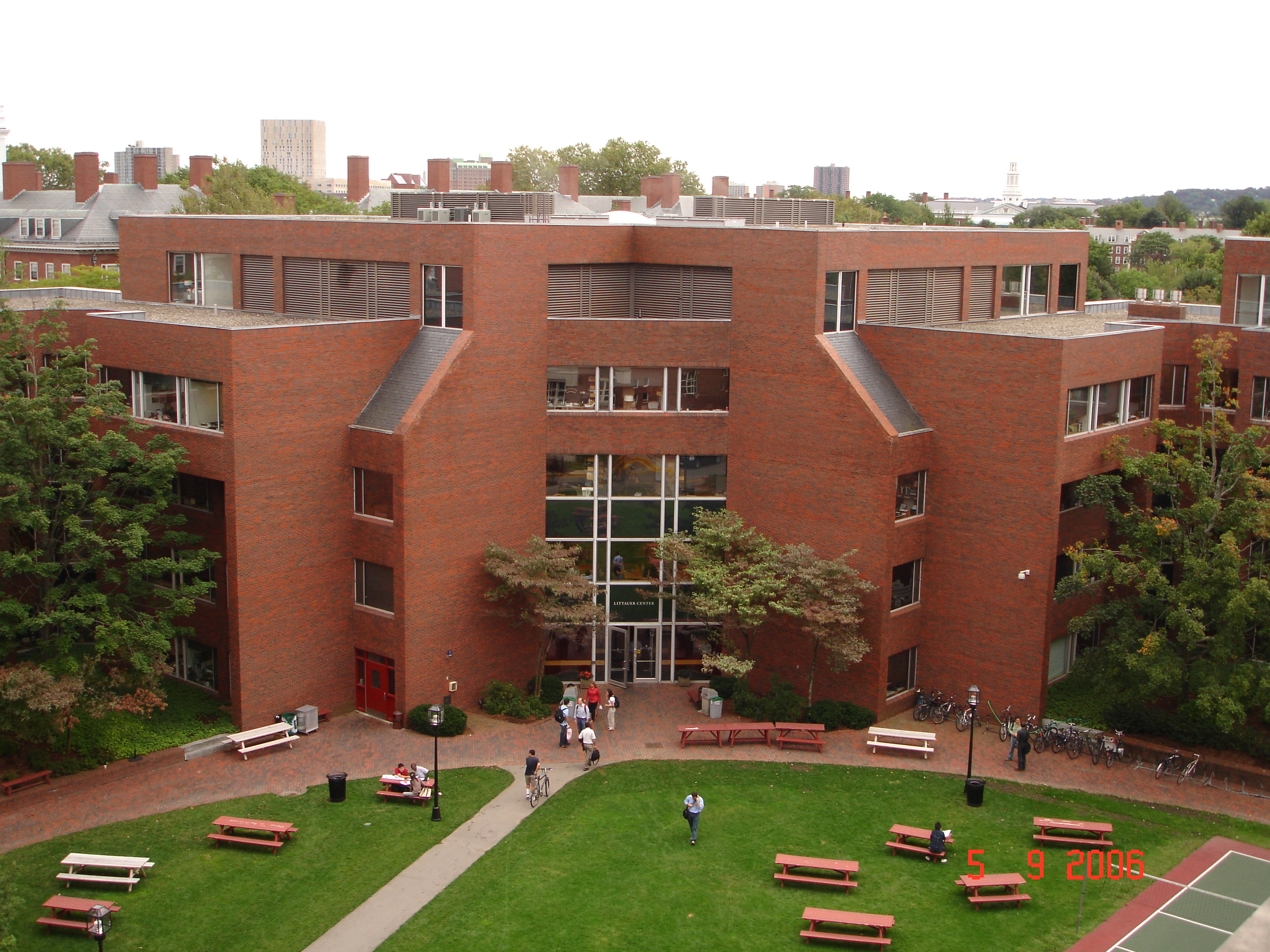
Le Littauer Building de la John F. Kennedy School of Government.

Actuellement, la Kennedy School offre 4 programmes de master et 4 programmes de doctorat.
- Le Master of Public Policy (MPP),

Le programme Master of Public Policy  (MPP) est centré sur l'analyse politique, l'économie, le management du secteur public et la conception des politiques publiques. Étalé sur deux ans, il regroupe environ la moitié des mille étudiants de la Kennedy School. Il s'adresse en priorité à de jeunes étudiants américains ou internationaux qui, après quelques années d'expérience professionnelle, désirent se spécialiser dans un secteur particulier de l'action publique. Le MPP est également ouvert aux étudiants sans expérience professionnelle (moins de 20 % de chaque promotion), mais au parcours personnel et académique exceptionnel.
Pour tous les candidats, la sélection, qui s'effectue par dossier uniquement, sauf cas particulier, est basée sur le profil général de l'étudiant, son action dans des projets ou des organisations de service public au sens large, ses relevés de notes dans l'enseignement supérieur, quelques lettres de recommandation, plusieurs courtes dissertations, le score obtenu au Graduate Record Examination ou au Graduate Management Admission Test, et le score obtenu au TOEFL pour les étudiants internationaux.
La Kennedy School propose de nombreux doubles diplômes à ses étudiants en Master of Public Policy  avec des universités américaines de droit ou de commerce. Le programme MPP/UP (Master of Public Policy /Urban Planning) s'adresse aux étudiants intéressés par la politique de la ville et offre une double formation avec la Graduate School of Design de l'université.
- Les trois programmes de Master of Public Administration

La Kennedy School offre également trois programmes de Master of Public Administration (MPA) qui s'adressent à des étudiants disposant d'une expérience professionnelle significative :le Master of Public Administration en deux ans (MPA2), le mid-career MPA (MC/MPA) et le MPA in International Development (MPA/ID). Le MPA2 est un programme de 2 ans s'adressant à de jeunes professionnels à fort potentiel diplômés d'un master et justifiant de 3 ans minimum d'expérience professionnelle. un cursus d'un an destiné aux personnes ayant au moins dix ans de carrière professionnelle après une formation universitaire. Le MPA/ID est un programme de deux ans qui porte l'accent sur l'économie et les analyses quantitatives qui vise à former des professionnels de l'économie et du développement.
Les programmes en deux ans (MPA2 et MPA/ID) peuvent également être entrepris dans le cadre de doubles diplômes sous certaines conditions, notamment avec la Harvard Business School, la Harvard Law School et la Graduate School of Design, mais aussi avec des programmes d'autres universités américaines.
- Les programmes doctoraux

La Kennedy School propose quatre programmes doctoraux en économie politique, gouvernement, politiques sociales et politique de santé, certains en collaboration avec d'autres facultés de l'université.

### Relations internationales
L'université est membre de l’Université de l'Arctique. UArctic est un réseau international d’universités, d’instituts de recherche et d’organisations ayant pour but de promouvoir, coordonner et soutenir la recherche ainsi que l’éducation en régions arctiques.

## Centres de recherche
- Ash Center for Democratic Governance and Innovation
- Belfer Center for Science and International Affairs
- Car Center for Human Rights Policy
- Center for International Development
- Center for Public Leadership
- Edmond J. Safra Foundation Center for Ethics
- Hauser Center for Non Profit Organizations
- Institute of Politics
- Joint Center for Housing Studies
- Malcolm Wiener Center for Social Policy
- Mossavar- Rahmani Center for Business and Government
- The Rappaport Institute for Greater Boston
- Joan Shorenstein Center on the Press, Politics & Public Policy
- Taubman Center for State and Local Government
- The Woman and Public Policy Programm (WAPP)

## Personnalités liées à l'établissement

### Étudiants
- André Boisclair, ancien leader du Parti québécois ;
- Felipe Calderón, président du Mexique ;
- Ellen Johnson-Sirleaf, économiste et femme politique, ancienne présidente du Liberia ;
- Ban Ki-moon, homme politique coréen, ancien secrétaire général de l'Organisation des Nations unies ;
- Cina Lawson, femme politique togolaise ;
- Charles Lepani, influent haut fonctionnaire au moment de l'indépendance de la Papouasie-Nouvelle-Guinée, puis ambassadeur ;
- Lee Hsien Loong, homme politique et actuel Premier ministre de Singapour ;
- Miguel de la Madrid Hurtado, homme politique et ancien président du Mexique ;
- Nabiel Makarim, ministre de l'Environnement d'Indonésie ;
- Nada Al-Nashif, Haut-Commissaire adjointe de l'Organisation des Nations unies aux droits de l'homme ;
- Bill O'Reilly, présentateur de télévision et polémiste américain ;
- Jack Reed, sénateur américain démocrate du Rhode Island ;
- Pete Rouse, Senior Advisor du Président Barack Obama ;
- Carlos Salinas de Gortari, homme politique et ancien président du Mexique ;
- Klaus Schwab, économiste suisse et fondateur du Forum économique mondial de Davos ;
- Pierre Elliott Trudeau, ancien premier ministre du Canada ;
- Donald Tsang, chef de l'exécutif de Hong Kong ;
- Álvaro Uribe, président de la Colombie ;
- Robert Zoellick, homme politique américain, ancien président de la Banque mondiale ;
- Božidar Đelić économiste et homme politique serbe ;
- Tsakhiagiyn Elbegdorj, président de la République de Mongolie ;
- Adolfo Aguilar Zínser, homme politique mexicain ;
- Brune Poirson[3], secrétaire d'état du gouvernement français auprès du ministre d'État, ministre de la Transition écologique et solidaire Nicolas Hulot dans le deuxième gouvernement Édouard Philippe ;
- Amélie de Montchalin, secrétaire d’État chargée des Affaires européennes dans le deuxième gouvernement Édouard Philippe ;
- Oula A. Alrifai, militante pour la démocratie en Syrie ;
- Silvia Montoya, dirigeante d'organismes publics argentine, chercheuse en analyse des politiques, directrice de l'Institut de statistique de l'Unesco ;
- Hafou Touré, femme d'affaires ivoirienne, sous-directrice du cabinet du ministère de la Promotion des PME, de l'Artisanat et de la Transformation du secteur informel ;
- Christopher Voss, ancien négociateur d'otages du FBI ;
- Uche Pedro, fondatrice de médias au Nigeria ;
- Laila el-Haddad, autrice et conférencière palestinienne.

## Source
- (en) Cet article est partiellement ou en totalité issu de l’article de Wikipédia en anglais intitulé « John F. Kennedy School of Government » (voir la liste des auteurs).